# Constance Bulwer-Lytton

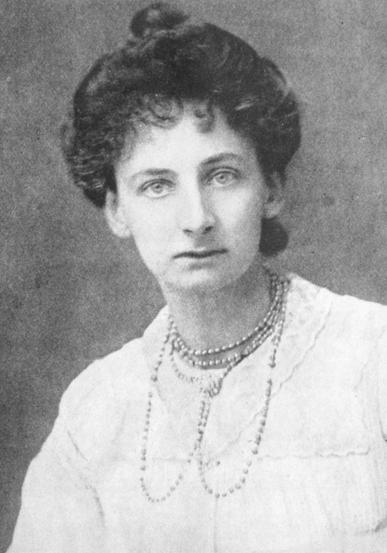
Constance Lytton, 1908

Lady Constance Georgina Bulwer-Lytton (* 12. Februar 1869 in Wien; † 2. Mai 1923 in London), meist bekannt als Constance Lytton, war eine einflussreiche britische Suffragetten-Aktivistin, Schriftstellerin, Rednerin und Kämpferin für Gefängnisreformen, Frauenwahlrecht und Empfängnisverhütung. Sie benutzte manchmal den Namen Jane Warton. Im Januar 1909 wurde sie offizielles Mitglied der Women’s Social and Political Union (WSPU).

## Familiärer Hintergrund

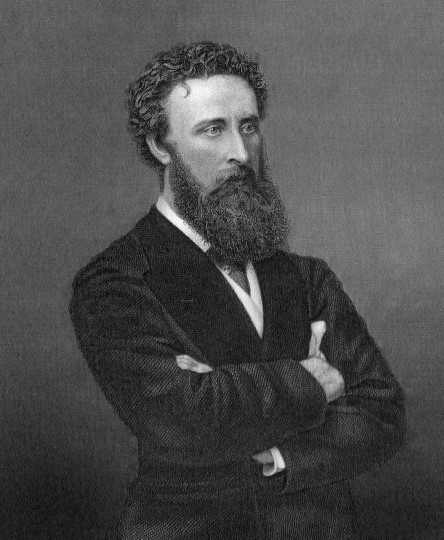
Robert Bulwer-Lytton
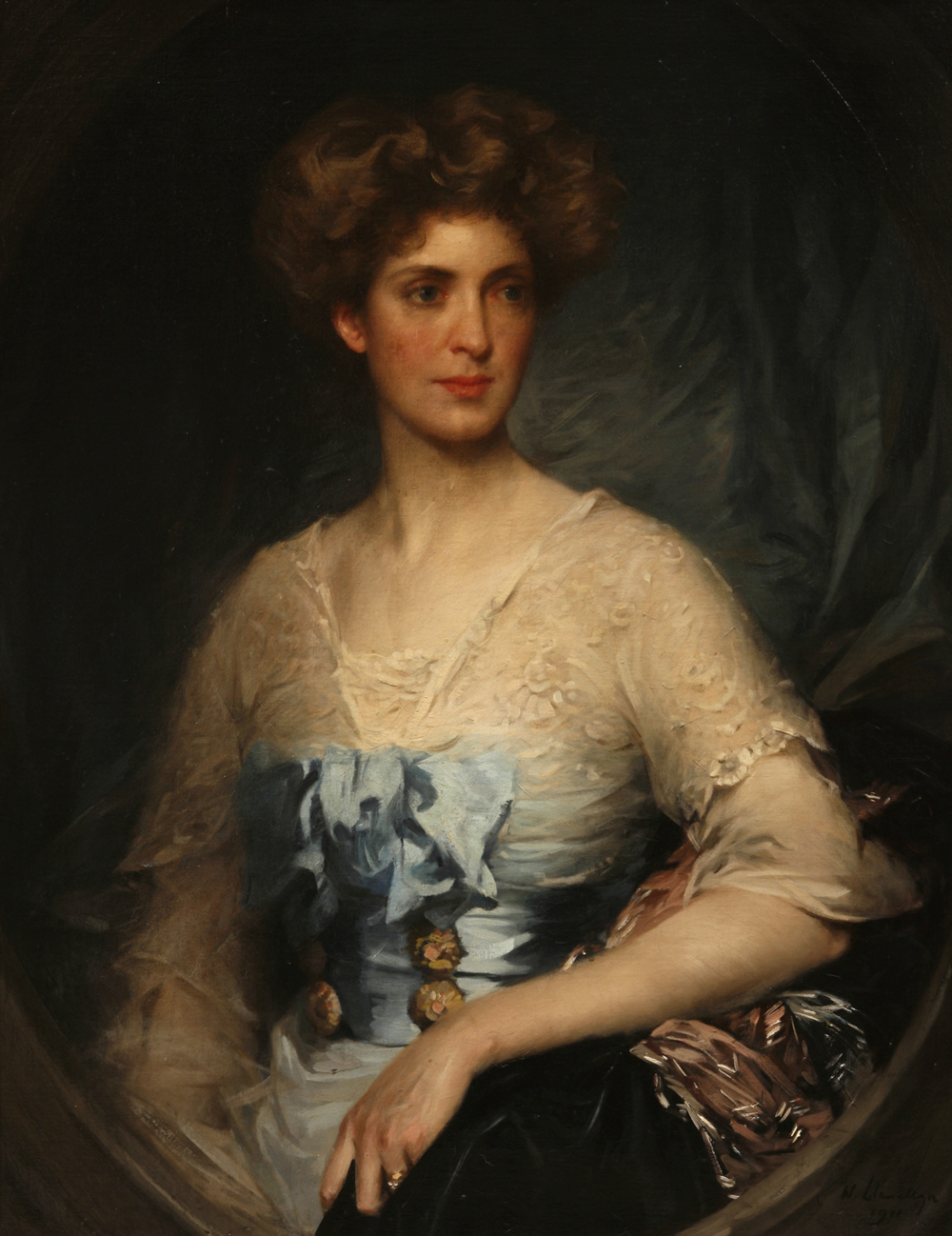
Edith Villiers

Constance Bulwer-Lytton war das dritte von sieben Kindern von Robert Bulwer-Lytton, 1. Earl of Lytton und Edith Villiers. Ihre sechs Geschwister waren die jung verstorbenen Edward Rowland John Bulwer-Lytton (1865–1871) und Henry Meredith Edward Bulwer-Lytton (1872–1874), Lady Elizabeth Edith „Betty“ Bulwer-Lytton (1867–1942; 1887 Heirat mit Gerald Balfour, 2. Earl of Balfour, dem Bruder des späteren Premierministers Arthur James Balfour, 1. Earl of Balfour), Lady Emily Bulwer-Lytton (1874–1964; 1897 Heirat mit dem Architekten Edwin Lutyens, Mitarbeiterin und Vertraute von Jiddu Krishnamurti), Victor Bulwer-Lytton, 2. Earl of Lytton (1876–1947) und Neville Bulwer-Lytton, 3. Earl of Lytton (1879–1951).
In der Kindheit verbrachte sie einige Jahre in Indien, da ihr Vater von 1876 bis 1880 Generalgouverneur und Vizekönig von Indien war. Dort wurde Lytton von einer Reihe von Gouvernanten erzogen und hatte Berichten zufolge eine einsame Kindheit. 1880 kehrte die Familie nach England zurück. Obwohl sie, umgeben von vielen der großen künstlerischen, politischen und literarischen Namen ihrer Zeit heranwuchs, lehnte sie die aristokratische Lebensweise ab. Nach dem Tod ihres Vaters 1891 zog sie sich zurück, um sich um ihre Mutter zu kümmern und lehnte Versuche ab, sie für die Außenwelt zu interessieren. Lytton blieb bis zu ihrem Tod unverheiratet; 1892 verweigerte ihre Mutter ihr die Erlaubnis, einen Mann aus einer "niedrigeren sozialen Schicht" zu heiraten. Mehrere Jahre lang wartete sie vergeblich darauf, dass ihre Mutter ihre Meinung änderte, während sie sich weigerte, an eine Heirat mit einem anderen Mann zu denken.
1897 veröffentlichte ihre Tante, Theresa Earle, ihren Gartenführer Pot-Pourri from a Surrey Garden. Sie war dazu von Lytton ermutigt worden, die einen Teil des Textes abtippte. Das Buch verkaufte sich schnell und gut und in einer der späteren Auflagen fügte Lytton einen Abschnitt über japanische Blumenarrangements hinzu.

## Engagement in der Suffragettenbewegung

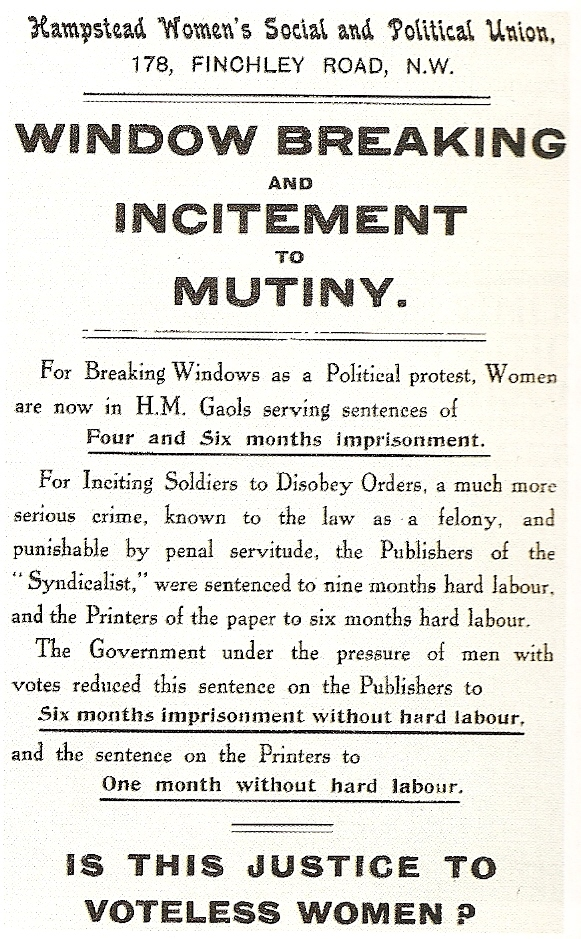
Flugblatt der Suffragetten

Lytton gab ihre Zurückgezogenheit auf, nachdem sie aus dem Nachlass ihrer 1905 verstorbenen Großtante Georgiana Bloomfield, Baroness Bloomfield (geborene Liddell), die Frau von John Bloomfield, 2. Baron Bloomfiel, 1.000 Pfund erbte. Auf Vorschlag ihres Bruders Neville stellte sie das Geld dem Esperance Club zur Verfügung, der von Emmeline Pethick-Lawrence und Mary Neal als Reaktion auf die bedrückenden Bedingungen für Mädchen im Londoner Kleiderhandel gegründet worden war. In Folge lernte Lytton 1908 weitere Frauenrechtsaktivistinnen kennen, darunter auch Annie Kenney. Obwohl sie in der privilegierten herrschenden Klasse der britischen Gesellschaft geboren und aufgewachsen war, lehnte Lytton diesen Hintergrund ab und schloss sich der Women’s Social and Political Union (WSPU) an, der militantesten Gruppe von Suffragetten, die sich für Frauenrechte, insbesondere das Frauenwahlrecht im Vereinigten Königreich einsetzte.
In ihrer Arbeit für die WSPU hielt sie Reden im ganzen Land und nutzte ihre familiären Verbindungen, um im Parlament Wahlkampf zu machen. Sie schrieb an den Innenminister Herbert Gladstone, 1. Viscount Gladstone und bat um die Freilassung von Emmeline Pankhurst und Christabel Pankhurst aus dem Gefängnis. Sie schrieb Pamphlete über Frauenrechte und Artikel in der Zeitung The Times.

### Inhaftierungen

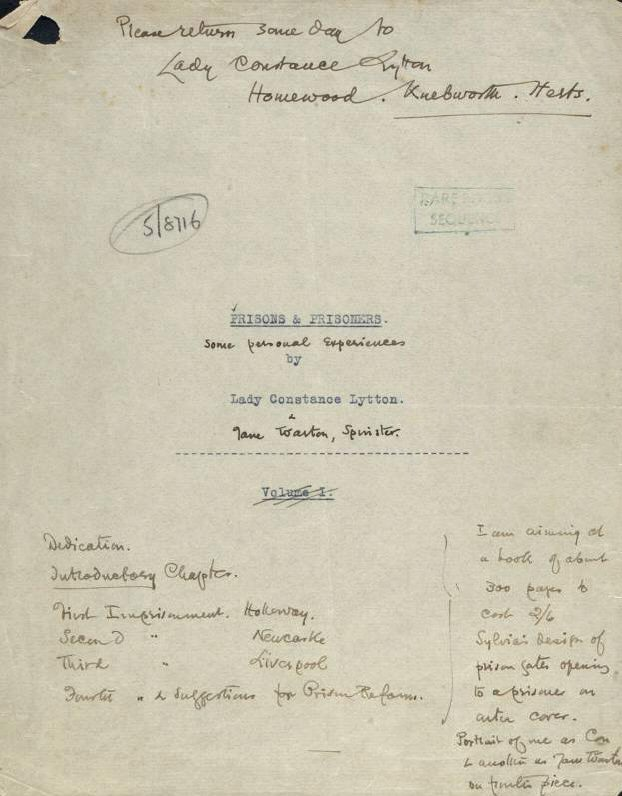
Manuskript von Prisons and Prisoners

In der Folge wurde sie viermal inhaftiert, darunter einmal im Walton-Gefängnis in Liverpool unter dem Pseudonym Jane Warton, wo sie im Hungerstreik zwangsernährt wurde. Sie wählte den Decknamen und die Verkleidung Jane Warton, eine „hässliche Londoner Näherin“, um zu vermeiden, dass sie aufgrund ihrer familiären Verbindungen eine Sonderbehandlung und Privilegien erhielt: sie war die Tochter eines Vizekönigs und die Schwester eines Mitglieds des House of Lords. Über ihre Erfahrungen im Gefängnis schrieb sie das Buch Prisons and Prisoners, das 1914 veröffentlicht wurde.
Holloway Prison
Lytton wurde 1909 im Februar/März im Holloway Prison inhaftiert. Während der Haft  benutzte sie ein Stück einer Haarnadel, um den Buchstaben „V“ in ihre Haut zu ritzen. Ihr Plan war es, Votes for Women von ihrer Brust bis zu ihrer Wange einzuritzen, so dass es immer sichtbar sein würde. Aber nachdem sie das „V“ auf ihrer Brust und ihren Rippen fertiggestellt hatte, verlangte sie sterile Verbände, um eine Blutvergiftung zu vermeiden, und ihr Plan wurde von den Behörden unterbunden.
Newcastle
Im Oktober 1909 wurde sie erneut festgenommen, nachdem sie vor dem House of Commons demonstriert hatte, aber ihr schlechter Gesundheitszustand (ein schwaches Herz) führte dazu, dass sie den größten Teil der Haft auf der Krankenstation verbrachte. Als die Behörden ihre Herkunft, die Tochter von Lord Lytton, entdeckten, ordneten sie ihre Freilassung an. Auch die britische Regierung war sich bewusst, dass ihre gesundheitlichen Probleme und ihr Hungerstreik zu einem Martyrium führen könnten. Entrüstet über diese Ungleichbehandlung seitens der Justiz schrieb sie im Oktober 1909 an die Liverpool Daily Post, um sich über die bevorzugte Behandlung zu beschweren, die sie erhalten hatte.
Constance Lytton wurde in Newcastle bei der sogenannten Battle of Newcastle ein weiteres Mal verhaftet. Sie hatte ein um einen Stein gewickeltes Papier mit der Botschaft „To Lloyd George - Rebellion against tyranny is obedience to God – Deeds, not words“ nach dem Auto des zu Besuch weilenden Premierministers geworfen. Ihre Botschaft war eine Reaktion auf die neue Politik der Regierung, inhaftierte Suffragetten, die sich im Hungerstreik befanden, zwangszuernähren.
Walton Gaol

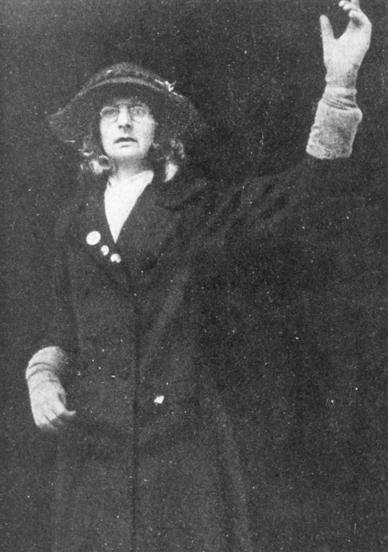
Lytton als Jane Warton bei einer Protestveranstaltung in Liverpool 1910

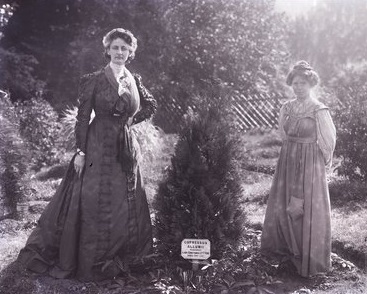
Lady Constance Lytton und Annie Kenney 1910 in Eagle House, Annie’s Arboretum

Im Januar 1910, überzeugt davon, dass ärmere Gefangene schlechter behandelt wurden, reiste Lytton nach Liverpool, verkleidet als eine Londoner Näherin der Arbeiterklasse namens Jane Warton. In der Verkleidung sprach sie auf einer Veranstaltung zusammen mit Jennie Baines und Patricia Woodlock und führte eine Prozession zum Haus des Gefängnisleiters an, in der sie forderte, den „Schandfleck“ der Zwangsernährung in Liverpool zu entfernen. Nach einem Vorfall, bei dem Steine auf das Auto eines Abgeordneten geworfen wurden, wurde sie verhaftet, für 14 Tage bei Strafarbeit in das Walton-Gefängnis gesteckt und achtmal zwangsernährt. Nach ihrer Entlassung schrieb sie, obwohl sie sehr geschwächt war, Berichte über ihre Erfahrungen für The Times und Votes for Women (die Monatszeitschrift der WSPU, die 1907 gegründet wurde). Sie hielt Vorträge über ihre Erfahrungen mit den Bedingungen, die Suffragetten im Gefängnis ertragen mussten. Es wird angenommen, dass ihre Reden und Briefe dazu beitrugen, die Praxis der Zwangsernährung zu beenden.

„I accomplished my disguise in Manchester, going to a different shop for every part of it, for safety's sake. I had noticed several times while I was in prison that prisoners of unprepossessing appearance obtained least favour, so I was determined to put ugliness to the test. I had my hair cut short and parted, in early Victorian fashion, in smooth bands down the side of my face. This, combined with the resentful bristles of my newly-cut back hair, produced a curious effect. I wished to bleach my hair as well, but the hairdresser refused point-blank to do this, and the stuff that I bought for the purpose at the chemist's proved quite ineffective. A tweed hat, a long green cloth coat, which I purchased for 8s. 6d., a woollen scarf and woollen gloves, a white silk neck-kerchief, a pair of pince-nez spectacles, a purse, a net-bag to contain some of my papers, and my costume was complete. I had removed my own initials from my underclothing, and bought the ready-made initials „J.W.“ to sew on in their stead, but to my regret I had not time to achieve this finishing touch.“

„Ich vollendete meine Verkleidung in Manchester, wobei ich sicherheitshalber für jeden Teil der Verkleidung in ein anderes Geschäft ging. Ich hatte während meiner Zeit im Gefängnis mehrmals bemerkt, dass Gefangene mit unscheinbarem Äußeren am wenigsten wohlwollend behandelt wurden, also war ich entschlossen, es mit Hässlichkeit zu testen. Ich ließ mein Haar kurz schneiden und scheitelte es nach frühviktorianischer Art in glatten Bändern an der Seite meines Gesichts. Dies, kombiniert mit den widerspenstigen Borsten meines frisch geschnittenen Hinterhaars, erzeugte einen seltsamen Effekt. Ich wollte mein Haar auch bleichen, aber der Friseur weigerte sich strikt, dies zu tun, und das Zeug, das ich zu diesem Zweck in der Drogerie gekauft hatte, erwies sich als ziemlich unwirksam. Ein Tweedhut, ein langer grüner Stoffmantel, den ich für 8s. 6d. kaufte, ein Wollschal und Wollhandschuhe, ein weißes seidenes Halstuch, eine Zwickerbrille, eine Geldbörse, eine Netztasche für einige meiner Papiere, und mein Kostüm war komplett. Ich hatte meine eigenen Initialen von meiner Unterwäsche entfernt und die fertigen Initialen „J.W.“ gekauft, um sie an ihrer Stelle aufzunähen, aber zu meinem Bedauern hatte ich keine Zeit, diesen letzten Schliff zu erreichen.“

„He said if I resisted so much with my teeth, he would have to feed me through the nose. The pain of it was intense and at last I must have given way for he got the gag between my teeth, when he proceeded to turn it much more than necessary until my jaws were fastened wide apart, far more than they could go naturally. Then he put down my throat a tube which seemed to me much too wide and was something like four feet in length. The irritation of the tube was excessive. I choked the moment it touched my throat until it had got down. Then the food was poured in quickly; it made me sick a few seconds after it was down and the action of the sickness made my body and legs double up, but the wardresses instantly pressed back my head and the doctor leant on my knees. […]  Before long I heard the sounds of the forced feeding in the next cell to mine. It was almost more than I could bear, it was Elsie Howey, I was sure. When the ghastly process was over and all quiet, I tapped on the wall and called out at the top of my voice, which wasn't much just then, “No surrender”, and there came the answer past any doubt in Elsie’s voice, “No surrender”.“

„Er sagte, wenn ich mich so sehr mit meinen Zähnen wehren würde, müsste er mich durch die Nase füttern. Der Schmerz war intensiv, und schließlich muss ich nachgegeben haben, denn er bekam den Knebel zwischen meine Zähne. Er drehte ihn dann viel weiter als nötig, bis meine Kiefer weit auseinander gedrückt waren, viel weiter als sie von Natur aus gehen konnten. Dann schob er mir einen Schlauch in die Kehle, der mir viel zu breit erschien und etwa einen halben Meter lang war. Die Reizung durch den Schlauch war übermäßig. Ich würgte in dem Moment, in dem er meine Kehle berührte, bis er unten angekommen war. Dann wurde das Essen schnell hineingeschüttet; ein paar Sekunden, nachdem es unten war, wurde mir übel, und die Wirkung der Übelkeit ließ meinen Körper und meine Beine sich verkrampfen, aber die Wärterinnen drückten sofort meinen Kopf zurück und der Arzt stützte sich auf meine Knie. […] Bald hörte ich die Geräusche der Zwangsernährung in der Zelle neben der meinen. Es war fast mehr, als ich ertragen konnte, es war Elsie Howey, da war ich mir sicher. Als der grässliche Vorgang vorbei und alles still war, klopfte ich an die Wand und rief mit so lauter Stimme, wie gerade ging: „Keine Kapitulation“, und da kam die Antwort, die in Elsies Stimme über jeden Zweifel erhaben war: „Keine Kapitulation“.“

Holloway
Im Juni 1911 erhielt Lyttons Bruder einen Brief von Ellen Avery, der örtlichen Schuldirektorin von Knebworth, und einundvierzig weiteren Frauen, die den Lyttons dafür dankten, dass sie sich „für unsere Sache eingesetzt“ und „an uns als Frauen geglaubt“ hatten. Siebzehn waren WSPU-Unterzeichnerinnen, darunter Constanzes eigene Köchin Ethel Smith, und neun waren in der nicht-militanten Suffragettenorganisation National Union of Women’s Suffrage Societies
Im November 1911 wurde Constance Lytton zum vierten Mal in Holloway inhaftiert, nachdem sie Fensterscheiben in den Houses of Parliament oder eines Postamtes in der Victoria Street in London eingeworfen hatte. Die Bedingungen hatten sich jedoch verbessert, „alles war höflich; es war nicht wiederzuerkennen vom ersten Mal, als ich dort gewesen war“ und die Suffragetten wurden als politische Gefangene behandelt.

### Nach den Inhaftierungen

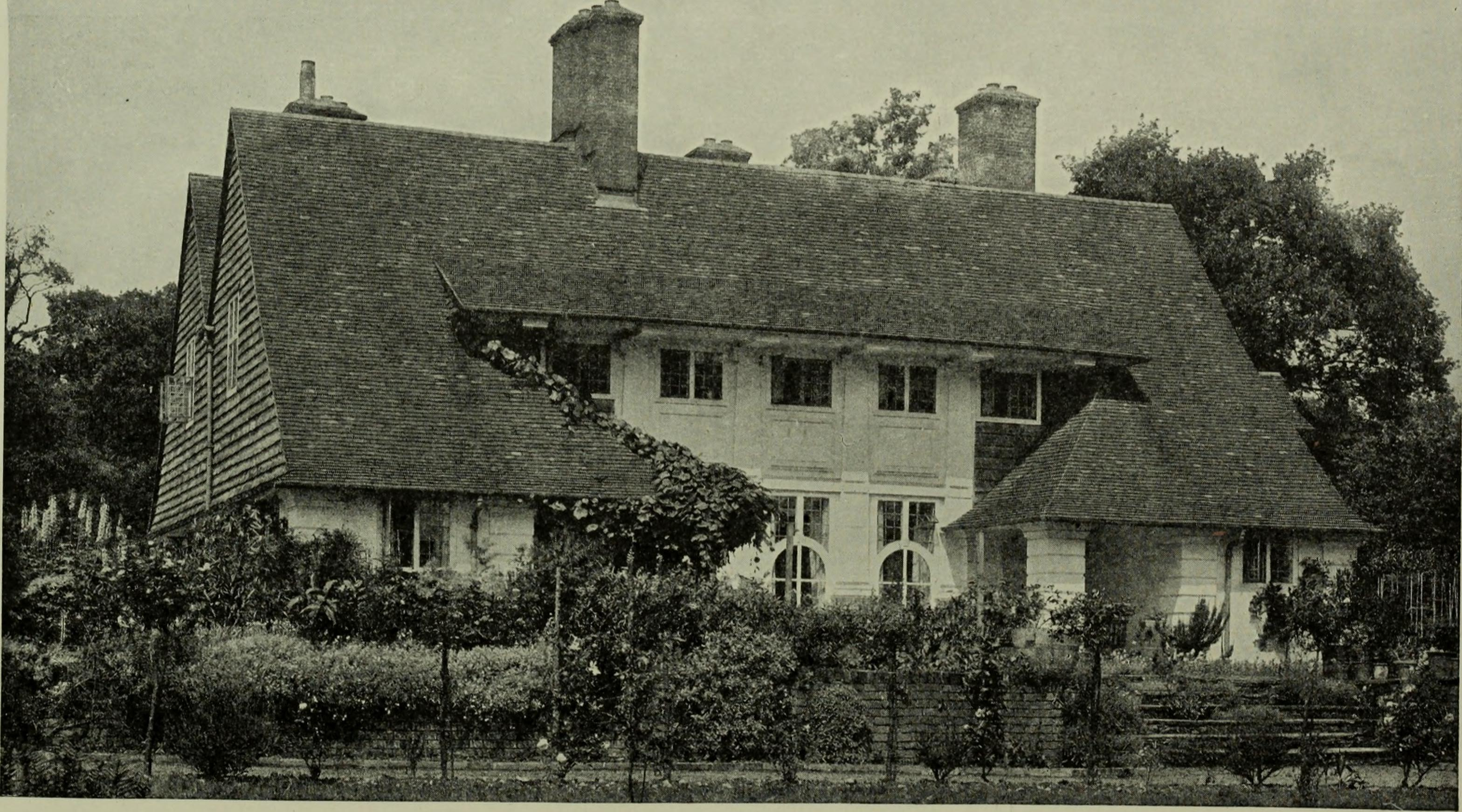
Homewood, 1921

Lyttons Gesundheitszustand verschlechterte sich weiter und sie erlitt im August 1910 einen Herzinfarkt und 1912 eine Reihe von Schlaganfällen, die ihre rechte Körperseite lähmten. Constance Lytton wurde in Knebworth von ihrer Mutter gepflegt. Sie lebten in Homewood, einem von Constances Schwager Edwin Lutyens entworfenen Haus. Es wurde am südlichen Ende von Park Wood auf dem Knebworth-Anwesen der Lyttons errichtet, etwa einen Kilometer südöstlich von Knebworth House.
Lytton schrieb mit der linken Hand das Buch Prisons and Prisoners (1914), das einflussreich für die Gefängnisreform wurde.
Nachdem die WSPU bei Kriegsausbruch 1914 ihre militante Kampagne beendet hatte, unterstützte Lytton die Kampagne von Marie Stopes zur Einrichtung von Kliniken zur Geburtenkontrolle. Am 6. Februar 1918 schließlich verabschiedete das Parlament den  Representation of the People Act 1918, der Frauen über 30 das Wahlrecht gab, wenn sie mit einem Gutsbesitzer verheiratet waren oder selbst einer waren. Volle elektorale Gleichberechtigung wurde erst am 2. Juli 1928 mit dem Representation of the People (Equal Franchise) Act 1928 gewährt.
Ihr Herzinfarkt, ihr Schlaganfall und ihr früher Tod 1923 im Alter von 54 Jahren, nur wenige Tage nach dem Auszug aus Homewood in eine Wohnung in Paddington, London, in einem Versuch, wieder ein aktives Leben zu beginnen, werden zum Teil dem Trauma ihres Hungerstreiks und der Zwangsernährung durch die Gefängnisbehörden zugeschrieben.

## Nachleben

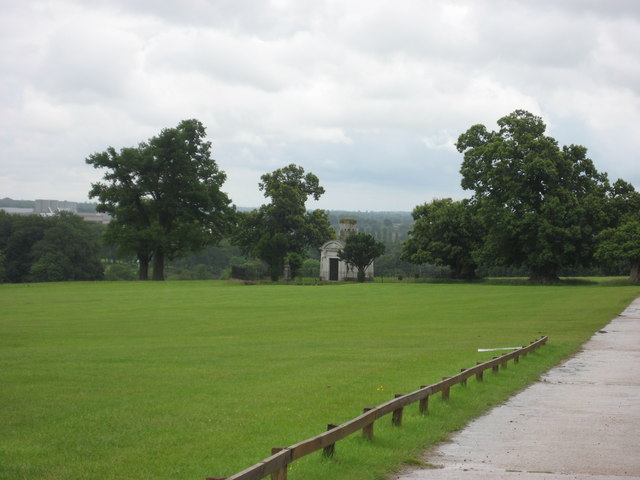
Mausoleum im Garten von Knebworth House

Sie wurde im Lytton-Mausoleum im Park von Knebworth House, Hertfordshire, beigesetzt. Sie wurde mit den lila, weißen und grünen Farben der Suffragetten auf ihrem Sarg beerdigt.

“Endowed with a celestial sense of humour, boundless sympathy, and rare musical talent, she devoted the later years of her life to the political enfranchisement of women and sacrificed her health and talents in helping to bring victory to this cause.”

38 Briefe von Constance Lytton werden in der The Women’s Library an der London Metropolitan University aufbewahrt.
Judy Chicago widmete ihr eine Inschrift auf den dreieckigen Bodenfliesen des Heritage Floor ihrer 1974 bis 1979 entstandenen Installation The Dinner Party. Die mit dem Namen Constance Lytton beschrifteten Porzellanfliesen sind dem Platz mit dem Gedeck für Susan B. Anthony zugeordnet.